# The Sign (Crystal Lake-album)
A The Sign (stilizálva THE SIGN) a Crystal Lake japán metalcore-együttes harmadik stúdióalbuma, amely 2015. október 7-én jelent meg Japánban a Cube Records gondozásában. A lemezt Észak-Amerikában az Artery Records, Európában a JPU Records, míg Dél-Koreában a Dope Entertainment jelentette meg. A kiadvány a 36. helyezést érte el a japán Oricon heti eladási listáján, melyen összesen 3 hetet töltött el.

## Számlista
| 1.  | Astra        |  |
| 2.  | Prometheus   |  |
| 3.  | Matrix       |  |
| 4.  | Mercury      |  |
| 5.  | Dreamcatcher |  |
| 6.  | The Sign     |  |
| 7.  | New Romancer |  |
| 8.  | Hades        |  |
| 9.  | Body Movin’  |  |
| 10. | Sleep Awake  |  |

| 1.  | Astra               |  |
| 2.  | Prometheus          |  |
| 3.  | Matrix              |  |
| 4.  | Mercury             |  |
| 5.  | Dreamcatcher        |  |
| 6.  | The Sign            |  |
| 7.  | New Romancer        |  |
| 8.  | Hades               |  |
| 9.  | Sleep Awake         |  |
| 10. | Light Up the Tunnel |  |